# 普尔普尔
普尔普尔（Phulpur），是印度北方邦Azamgarh县的一个城镇。总人口8310（2001年）。

## 人口
该地2001年总人口8310人，其中男性4250人，女性4060人；0—6岁人口1492人，其中男779人，女713人；识字率63.15%，其中男性为68.99%，女性为57.04%。